# De wondere waterput
De wondere waterput is een  stripverhaal uit de reeks van Jerom, uitgegeven door de Standaard Uitgeverij in 1985.

## Locaties
- Clubhuisje van Dolly, centrum, antiquariaat, huis van Jerom, Astroid, sprookjesplaneet

## Personages
- Jerom, Dolly, Astrotol, antiquair, kinderen, Bartje, vader en zijn dochter, Gwendoline, Tovaro de tovenaar, reus Rommelaar, goede fee

## Het verhaal
Dolly en Jerom zoeken sprookjesboeken bij een antiquariaat. Hij heeft die ochtend alle sprookjesboeken verkocht, maar bezit nog een onbekend sprookje. Dolly leest het voor aan de kinderen. Astrotol komt langs, ook hij kent het sprookje van de wondere waterput. Dolly en Jerom brengen Astrotol terug met de tijmtrotter en vliegen door naar de sprookjesplaneet. Ze horen van een vader en zijn dochter dat er geneeskrachtig water in de wondere waterput zat, hier heeft de goede fee voor gezorgd nadat de reus Gwendoline had gered. Gwendoline is verdwenen en de put staat tegenwoordig droog, de fee is verdwenen. Jerom en Dolly lopen naar het kasteel van de reus en worden gevolgd door een kat. Ze weten niet dat Tovaro zich heeft vermomd als de kat en nemen hem mee. De tovenaar probeert Jerom te betoveren, maar Jerom kan net op tijd een knolletje opeten. De tovenaar verandert Dolly in een zwarte raaf.
Jerom kan de tovenaar in een kist opsluiten en het lukt om Gwendoline te bevrijden. Ze vertelt dat ze ooit speelde met haar bal en in de waterput viel. De reus Rommelaar heeft haar gered en haar petemoei gaf het water een genezende kracht. Gwendoline had een leuke tijd met de reus, maar door de invloed van Tovaro werd Gwendoline gevangengenomen en de put kwam droog te staan. Jerom klimt in de put en ontdekt een geheime gang en een kamer. De tovenaar komt ook bij de put aan en volgt Jerom. Jerom vertelt dat hij een sterkere tovenaar kent en haalt Astrotol op met de tijmtrotter. Dolly slaat de reus neer met een tak, waarna hij weer zichzelf wordt. De reus hoort het verhaal van Gwendoline en wil wraak nemen, maar wordt verkleind door de tovenaar. De tovenaar vermomt zich als vlieg en Dolly eet hem op. Astrotol plant een knolletje onder de boom en er groeit snel een plant, waarna knolletjes openbarsten. 
Dolly en de reus krijgen hun normale uiterlijk terug en de petemoei van Gwendoline is ook weer terug. Ze brengt het geneeskrachtige water weer terug in de put. Gwendoline mag bij de vader en zijn dochter blijven wonen. De vrienden vertrekken weer met de tijmtrotter en brengen Astrotol thuis, waarna ze naar de aarde vliegen. De deur van het clubhuisje staat open en Dolly krijgt een taart voor haar verjaardag.